# Farmacolita
La farmacolita (del grec pharmakon, droga, i lithos, pedra) és un mineral rar de calci de la classe dels arsenats. S'acostuma a trobar en raïms blancs de cristalls fibrosos i incrustacions que cristal·litzen en el sistema monoclínic. La seva fórmula és Ca(AsO₃OH)(H₂O)₂.
Va ser descrita per primera vegada l'any 1800 per a una aparició a la mina Sofia (Böckelsbach Valley of Wittichen, Schenkenzell, Baden-Württemberg, Alemanya). El nom prové del grec φάρμακον (fàrmakon), en al·lusió al seu contingut verinós d'arsènic.

## Classificació
Segons la classificació de Nickel-Strunz, la farmacolita pertany a «02.CJ: Fosfats sense anions addicionals, amb H₂O, només amb cations de mida gran» juntament amb els següents minerals: stercorita, mundrabillaita, swaknoita, nabafita, nastrofita, haidingerita, vladimirita, ferrarisita, machatschkiïta, faunouxita, rauenthalita, brockita, grayita, rhabdofana-(Ce), rhabdofana-(La), rhabdofana-(Nd), tristramita, smirnovskita, ardealita, brushita, churchita-(Y), churchita-(Nd), mcnearita, dorfmanita, sincosita, bariosincosita, catalanoïta, guerinita i ningyoïta.

## Formació i jaciments
Es forma per processos secundaris (oxidació) a partir de minerals d'arsènic primaris. És un arsenat hidroxilat i hidratat de calci. És l'anàleg amb arsènic de la brushita (Ca(PO₃OH)·2H₂O) i el guix (CaSO₄·2H₂O). Es deshidrata ràpidament a 60 °C de temperatura, transformant-se en el mineral haidingerita (Ca(AsO₃OH)·H₂O). S'associa amb picrofarmacolita, hornesita, haidingerita i rosslerita.
A Catalunya ha estat descrita a la pedrera i mina Berta entre els termes municipals de Sant Cugat del Vallès i el Papiol (Vallès Occidental - Baix Llobregat, Barcelona); a la mina Solita, a Peramea (Pallars Sobirà, Lleida) i a la mina Atrevida a Vimbodí (Conca de Barberà, Tarragona).